# Baklängesmeddelande
Ett baklängesmeddelande är ett meddelande gömt i ljud, till exempel i musik, filmer, som kan höras om man spelar det baklänges.
Baklängesmeddelande blev först kända med The Beatles 1970, när det påstods att flera Beatles-låtar hade baklängesmeddelanden. Flera av dessa användes som bevis för Paul is dead-teorin. Några exempel är mumlet i slutet av låten I'm So Tired som påstås bli "Paul is a dead man, miss him, miss him, miss him" och Revolution 9 där den ofta förekommande texten "Number nine" blir "Turn me on, dead man" baklänges. Ett av de längsta kända meddelandena är i Stairway to Heaven av Led Zeppelin, där texten: 
påstås bli
Flera artister har medvetet lagt in meddelanden i sina låtar, bland annat Frank Zappa som i albumet We're Only in it for the Money lade in texten "Better look around before you say you don't care/Shut your f***ing [censurerat i originalet] mouth 'bout the length of my hair/how would you survive/if you were alive/shitty little person?". Det här var en vers från låten "Mother People" som stoppades av skivbolaget varvid Zappa istället inkluderade den på albumet, baklänges, och ironiskt nog censurerad, som "sången" "Hot Poop".
Ett flertal satanistiska meddelanden har bland annat hittats, bland annat i albumet Transilvanian Hunger(av bandet Darkthrone) finns meddelandet "In the name of God, let the churches burn"
Det finns flera parodier på baklängesmeddelanden, bland annat i låten "Nature Trail to Hell" av Weird Al Yankovic där man kan höra "Satan eats Cheez Whiz", en parodi på de satanistiska meddelandena.
Andra kända exempel är Electric Light Orchestra-låten Fire on High där mumlet i början låter som "The music is reversible, but time is not. Turn back...turn back...turn back!", Britney Spears-låten ...Baby One More Time där man påstås kunna höra baklänges "Sleep with me, i'm not too young" där hon sjunger "With you I lose my mind, give me a sign" och Pink Floyd-låten Empty Spaces, från albumet The Wall, i vilken man kan höra något obegripligt prat som blir "Congratulations! You have just discovered the secret message. Please, send your answer to old Pink, care of the funny farm, Chalfont!" om det spelas baklänges.

## Kritik
Kritiker menar bland annat att nästan vilket ord med två stavelser som helst skulle kunna härledas till "Satan" baklänges, eller att det är för långsökt.
1985 gjorde John R. Vokey och J. Don Read en studie med diverse baklängesmeddelanden. Av 300 personer kunde mindre än 10 procent höra baklängesmeddelandet när de inte vet texten i förhand. När de fick se texten för samma meddelande innan de lyssnade, kunde mer än 90% höra meddelandet.